# 菅野站
菅野站（日语：／ Sugano eki */?）是位於日本千葉縣市川市菅野二丁目，屬於京成電鐵本線的鐵路車站。車站編號是KS15。

## 年表
- 1916年（大正5年）2月9日 - 車站啟用。

## 車站構造

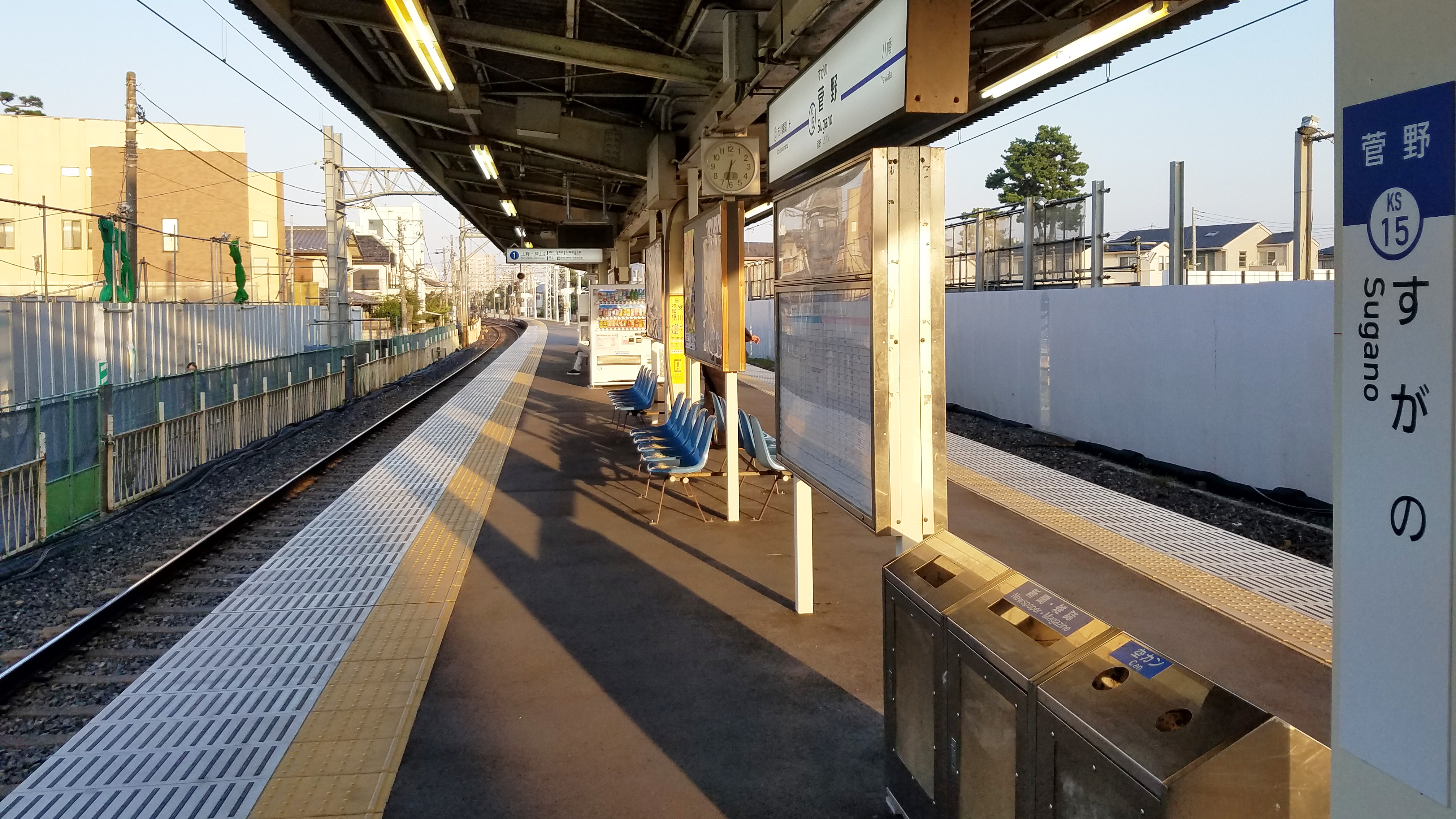
月台（2017年10月）

本站是島式月台1面2線地面車站，站房為跨站式站房（市川真間站管理）。
車站下方有國道298號與東京外環自動車道通過。
| 月台 | 路線     | 方向 | 目的地                                     |
| ---- | -------- | ---- | ------------------------------------------ |
| 1    | 京成本線 | 下行 | 日暮里、上野、押上、 淺草線、 京急本線方向 |
| 2    | 京成本線 | 上行 | 船橋、成田機場、千葉方向                   |

## 使用情況
2016年平均每天上下車人次有4,167人，在京成線內69站中排名第58位。
早晨8點與下午三點至四點，是日出學園上下學時間，兒童、學生眾多。
近年一日平均乘客人數請參閱下表。
| 年度               | 1日平均 上下車人次 | 1日平均 上車人次 |
| ------------------ | ------------------ | ---------------- |
| 1998年（平成10年） |                    | 2,388            |
| 1999年（平成11年） |                    | 2,278            |
| 2000年（平成12年） |                    | 2,195            |
| 2001年（平成13年） |                    | 2,229            |
| 2002年（平成14年） |                    | 2,173            |
| 2003年（平成15年） | 4,464              | 2,191            |
| 2004年（平成16年） | 4,351              | 2,170            |
| 2005年（平成17年） | 4,488              | 2,238            |
| 2006年（平成18年） | 4,467              | 2,226            |
| 2007年（平成19年） | 4,510              | 2,256            |
| 2008年（平成20年） | 4,532              | 2,269            |
| 2009年（平成21年） | 4,199              | 2,104            |
| 2010年（平成22年） | 4,127              | 2,055            |
| 2011年（平成23年） | 3,980              | 1,995            |
| 2012年（平成24年） | 4,101              | 2,054            |
| 2013年（平成25年） | 4,128              | 2,068            |
| 2014年（平成26年） | 4,062              | 2,034            |
| 2015年（平成27年） | 4,150              | 2,078            |
| 2016年（平成28年） | 4,167              |                  |

## 車站周邊
車站周邊的菅野地區是千葉縣首屈一指的高級住宅區。
- 學校法人日出學園（日语：学校法人日出学園 (千葉県)）
  - 日出学園幼稚園
  - 日出學園小學校（日语：日出学園小学校）
  - 日出學園中學校、高等學校（日语：日出学園中学校・高等学校）
- 學校法人平田學園（日语：国府台女子学院小学部・中学部・高等部）
  - 國府台女子學院小學部、中學部、高等部（日语：国府台女子学院小学部・中学部・高等部）
- 東京齒科大學市川綜合醫院（日语：東京歯科大学市川総合病院）
- 市川郵便局（日语：市川郵便局 (千葉県)） - 位於本站與京成八幡站中間。
  - 郵貯銀行市川店
- Unidy菅野店（日语：ユニディ）

## 相鄰車站
京成電鐵
 本線
■快速特急、■特急、■通勤特急、■快速
通過
■普通
市川真間（KS14）－菅野（KS15）－京成八幡（KS16）

## 外部連結
- 菅野｜電車與車站資訊｜京成電鐵
- 菅野站PDF - 京成電鐵